# Santa Lucia dei Ginnasi

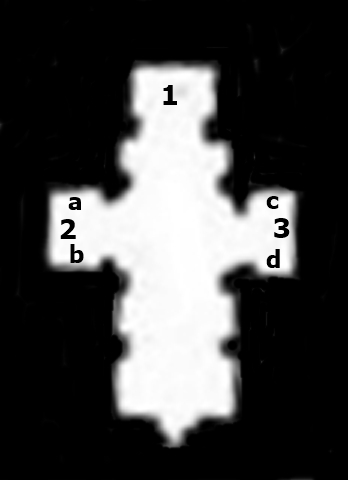
Plan över kyrkan Santa Lucia dei Ginnasi.
1) Högaltaret
2) Cappella del Santissimo Crocifisso
a) Gravmonument över Eleonora Boncompagni Borghese
b) Gravmonument över kardinal Annibale Ginnasi
3) Cappella dei Santi Biagio e Ambrogio
c) Gravmonument över kardinal Domenico Ginnasi
d) Gravmonument över Faustina Gottarda Ginnasi

Santa Lucia dei Ginnasi, även benämnd Santa Lucia alle Botteghe Oscure och Santa Lucia de Calcarario, var en kyrkobyggnad i Rom, helgad åt den heliga jungfrumartyren Lucia. Kyrkan var belägen vid Via delle Botteghe Oscure i Rione Pigna och från 1600-talet inkorporerad i Palazzo Ginnasi.
Tillnamnet ”Ginnasi” avser familjen Ginnasi, som ägde Palazzo Ginnasi och hade patronatsrätt över kyrkan. Tillnamnet ”Botteghe Oscure” (av latinets apotheca, ”upplag”, ”magasin”, och obscurus, ”mörk”, ”dunkel”) avser de affärs- och hantverksbodar vilka under medeltiden inrättades i Balbusteaterns ruiner; dessa bodar var mörka då de saknade fönster. ”Calcarario” (jämför italienskans calcara, ”kalkugn”) syftar på de i området belägna ugnar i vilka man brände delar av antika skulpturer och byggnadsfragment för att utvinna kalk.
Kyrkan revs år 1936 och ersattes med ett kapell i Palazzo Ginnasi.

## Kyrkans historia
Kyrkans första dokumenterade omnämnanden förekommer i två dokument från år 1192: dels i en bulla, promulgerad av påve Celestinus III, dels i Catalogo di Cencio Camerario, en förteckning över Roms kyrkor, sammanställd av Cencio Savelli. Kyrkan tros dock vara betydligt äldre; den uppfördes sannolikt under 900-talet.
År 1595 överlät påve Clemens VIII kyrkan åt Sacrosancta Sacerdotum Societas. Tre år senare, 1598, drabbades Rom av en omfattande översvämning. Enligt Ottavio Panciroli skadades kyrkan svårt av Tiberns vatten och blev nästan helt täckt; endast taket syntes.
År 1629 inrättades genom Caterina Ginnasis försorg vid kyrkan ett kloster för oskodda karmeliter, kallade Monache del Corpus Domini dell'ordine di Santa Teresa. Omkring år 1630 lät kardinal Domenico Ginnasi riva den gamla kyrkan och uppföra en ny från grunden (a fundamentis) efter ritningar av Orazio Torriani. Karmelitnunnorna flyttade år 1751 till den ombyggda Santi Marcellino e Pietro. Kyrkan Santa Lucia övertogs av sekularpräster, vilka lät uppföra ett härbärge för fattiga och sjuka präster. Under 1800-talets senare hälft företogs en genomgripande restaurering av kyrkan. Kyrkan revs år 1936 vid breddningen av Via delle Botteghe Oscure. En del av kyrkans gravstenar överfördes till andra kyrkor i Rom.
Kyrkan hade inte någon egentlig fasad, utan var inlemmad i klosterbyggnaden. Ingångsportalen hade en ädikula med en skulptur föreställande Jungfru Maria med Jesusbarnet, utförd av Pompeo Ferrucci. Denna portal har bevarats och finns nu vid Via delle Botteghe Oscure.

## Interiören
Ovanför portalen i interiören satt en tavla med följande inskription:
Kyrkan hade ett grekiskt kors som grundplan med högaltare och två sidokapell. Samtliga målningar i interiören var utförda av Caterina Ginnasi, elev till Giovanni Lanfranco. Högaltaret hade Den heliga Lucias martyrium samt lynetten Den sista måltiden.

### Höger sidokapell
Det högra sidokapellet var invigt åt de heliga Blasius och Ambrosius. Altarmålningen framställde Den helige Blasius martyrium. I detta kapell fanns även gravmonumentet över Faustina Gottarda Ginnasi, utfört av Cosimo Fancelli och Giacomo Antonio Fancelli, samt gravmonumentet över kardinal Domenico Ginnasi, av Giuliano Finelli. Detta monument innehöll även skulpturer föreställande dygderna Kärleken och Visheten.

### Vänster sidokapell
Vänster sidokapell var invigt åt den korsfäste Kristus och altarmålningen föreställde Korsfästelsen. I detta kapell fanns gravmonumentet över Eleonora Boncompagni Borghese, ritat av Giovanni Battista Contini och utfört av Andrea Fucigna; monumentet flyttades till kyrkan Sant'Alessio all'Aventino när kyrkan Santa Lucia revs. Även ärkebiskop Annibale Ginnasis gravmonument fanns i kapellet.
Gravmonumenten över Faustina Gottarda Ginnasi, Domenico Ginnasi och Annibale Ginnasi återfinns numera i Palazzo Ginnasis kapell.

## Omnämningar i kyrkoförteckningar
| Katalog                                            | År         | Benämning                           |
| -------------------------------------------------- | ---------- | ----------------------------------- |
| Catalogo di Cencio Camerario                       | 1192       | sce. Lutie de Pinea                 |
| Il Catalogo Parigino                               | cirka 1230 | s. Lucia de Pinea                   |
| Il Catalogo di Torino                              | cirka 1320 | Ecclesia sancte Lucie de Calcarario |
| Il Catalogo del Signorili                          | cirka 1425 | sce. Luciae de Calcarariis          |
| Il Catalogo del Signorili: L'indice delle reliquie | cirka 1425 | s. Lucie de Apothecis               |

## Bilder
| - Santa Lucia dei Ginnasi (vid den röda pilen) på Giovanni Maggis vy över Rom (Pianta prospettica di Roma) från år 1625. - Santa Lucia dei Ginnasi (nummer 893 vid den röda pilen) på Giovanni Battista Nollis topografiska karta över Rom (Nuova Topografia di Roma) från år 1748. - Santa Lucia dei Ginnasi (nummer 224). Kartutsnitt från Roms fastighetsregister från år 1819. - Santa Lucia dei Ginnasi (här benämnd S. LVCIA DE CALCAR.; vid den röda pilen) på Rodolfo Lancianis karta över det antika och moderna Rom från år 1893–1901. - Gravmonument över Eleonora Boncompagni Borghese. |